# Gladiolus oppositiflorus
Gladiolus oppositiflorus là một loài thực vật có hoa trong họ Diên vĩ. Loài này được Herb. miêu tả khoa học đầu tiên năm 1837.